# Daniel Garnero
Daniel Óscar Garnero (Lomas de Zamora, Provincia de Buenos Aires, Argentina; 1 de abril de 1969) es un exfutbolista y entrenador argentino. Actualmente dirige a la Universidad Católica de la Liga de Primera de Chile. Se desempeñaba en la posición de enganche y destacó en el Club Atlético Independiente entre los años 1991 y 1995.

## Trayectoria

### Como jugador
Daniel Garnero tuvo una destacada carrera como futbolista en el Club Atlético Independiente de Argentina, donde ocupó el emblemático dorsal número 10, previamente utilizado por Ricardo Bochini, consolidándose como un ídolo de la institución. Durante su paso por Independiente, Garnero contribuyó significativamente al club, logrando la consecución de un título local en 1994, la Supercopa Sudamericana de los años 1994 y 1995, así como la Recopa Sudamericana en 1995. Posteriormente, tuvo breves períodos en la Universidad Católica de Chile y en el equipo mexicano, Toros Neza.

### Como entrenador
Tras retirarse de la práctica activa del fútbol, Garnero desempeñó el cargo de asistente técnico bajo la dirección de Jorge Burruchaga en Arsenal de Sarandí. Previamente, había ejercido como entrenador interino en Estudiantes de La Plata y en el Club Atlético Independiente.

#### Arsenal de Sarandí
Su nombramiento como entrenador de Arsenal de Sarandí tuvo lugar en julio de 2008, ocupando el puesto que dejó Gustavo Alfaro. Un mes después de su designación, Garnero conquistó la Copa Suruga Bank 2008, marcando su primer título como entrenador. Durante su etapa al mando de Arsenal de Sarandí, dirigió un total de 37 partidos, obteniendo 14 victorias, 9 empates y 14 derrotas, lo que representó una efectividad del 46 % en términos de puntos ganados en los encuentros disputados.

#### Club Atlético Independiente
El 10 de mayo de 2010, Garnero asumió el cargo de entrenador del Club Atlético Independiente, en sustitución de Américo Rubén Gallego, cuyo contrato no fue renovado. No obstante, debido a los pobres resultados obtenidos en el Torneo Apertura 2010, Garnero presentó su renuncia a la institución después de la última derrota del equipo ante el Club Atlético Banfield por un marcador de 4-0, el domingo 19 de septiembre de 2010. En respuesta a esta renuncia, la comisión directiva de Independiente la aceptó al día siguiente de su presentación, lo que resultó en la conclusión del vínculo de Daniel Garnero como director técnico del equipo de fútbol del club. Paralelamente a estos resultados negativos en el campeonato local, Garnero dirigió al equipo en la primera fase de la Copa Sudamericana 2010, donde eliminaron al campeón argentino vigente, Argentinos Juniors, al vencerlo en Avellaneda y empatar en La Paternal. Posteriormente, con el nuevo entrenador Antonio Mohamed tomando las riendas desde los octavos de final, Independiente se alzó con el título. De esta manera, Garnero fue partícipe en la obtención del 16.º título internacional del club bonaerense, habiendo sido también jugador en los títulos 13.º, 14.º y 15.º de esa misma índole.

#### Club Atlético San Martín (SJ)
Desde el 16 de marzo de 2011, dirigió al Club Atlético San Martín de San Juan, donde el 30 de junio de ese año logró el ascenso a la Primera División de Argentina. Tras un rendimiento regular en la Primera División decide renunciar el 21 de abril de 2012, tras la derrota ante Racing Club por 1 a 0.

#### Club Atlético Banfield
El 16 de julio de 2012, asume como entrenador de Club Atlético Banfield de la Primera B Nacional, cargo en el que se desempeñó hasta abril de 2013 cuando renunció luego de perder 2-0 contra Sarmiento de Junín en condición de visitante. Dirigió un total de 27 encuentros, con un índice de éxito del 44% en términos de victorias.

#### Vuelta al San Martin (SJ)
El 8 de julio de 2013, Daniel Garnero acordó regresar a San Martín de San Juan para dirigir al equipo en su segunda etapa, que implicaba su participación en la Primera B Nacional de Argentina. Sin embargo, su segunda gestión estuvo marcada por relaciones tensas con algunos jugadores como Gastón Caprari, Federico Poggi, —quienes son considerados históricos del club—, y José Vizcarra. Además, se produjeron insultos y críticas de parte de la afición, semana tras semana. Esta tensión se reflejó en el rendimiento del equipo en el campo de juego, donde solo pudo sumar 12 puntos en 10 partidos (3 victorias, 3 empates y 4 derrotas). Como resultado de esta situación, Garnero fue destituido de su cargo el 1 de octubre.

#### Club Sportivo Independiente Rivadavia
El 8 de octubre de 2014, Daniel Garnero asumió la dirección técnica de Independiente Rivadavia después de un año de inactividad. En ese momento, el equipo se encontraba en una posición deportiva bastante favorable, situado a tan solo tres puntos de la cima de la tabla y en la zona de reducido. No obstante, su experiencia previa con un club en San Juan se reprodujo en Independiente Rivadavia, desencadenando una serie de acusaciones mutuas con la dirigencia, expresiones insultantes, problemas relacionados con los salarios pendientes y declaraciones contundentes por parte de jugadores como el arquero Gaspar Servio. Tras una tarde notablemente problemática que marcó las horas del martes 28 de abril de 2015, Daniel Garnero presentó una renuncia irrevocable a su cargo como entrenador.

#### Club Sol de América
Después de sus anteriores experiencias en los equipos de San Juan y Mendoza, Daniel Garnero tuvo la oportunidad de adentrarse en el ámbito internacional al firmar un contrato el 10 de junio de 2015, con una duración de un año, con Sol de América, en Paraguay. Durante su paso por Sol de América, destacó en el Torneo Clausura 2015, logrando clasificar al equipo para una competencia internacional después de 24 años y por primera vez a la Copa Sudamericana 2016. En el Torneo Apertura 2016, el equipo mantuvo un desempeño destacado al permanecer en la posición de líder durante 12 jornadas consecutivas y mantenerse invicto durante 6 fechas. Sin embargo, esta racha llegó a su fin en la fecha 12 con una derrota por 6-0 ante el Club Olimpia. Esto marcó un punto de inflexión, ya que el equipo acumuló más empates que victorias, lo que resultó en la pérdida de la oportunidad de ganar un título después de 25 años con Sol de América y obtener su primer título en el país, conformándose con el tercer puesto en la clasificación. Al concluir el torneo, Garnero no logró llegar a un acuerdo para continuar, lo que marcó el fin de su primera experiencia en el ámbito internacional.

#### Club Guaraní
En el año 2016, Garnero firmó un contrato de dos temporadas con el Club Guaraní de la misma liga. Su estilo de juego se caracterizó por una sólida presencia en el ataque, un equilibrio efectivo en el mediocampo y un énfasis en las llegadas por las bandas, lo que lo destacó entre sus competidores. Esta estrategia le permitió obtener el título del Torneo Clausura, marcando su primer campeonato nacional como entrenador y el segundo en su carrera. Durante la temporada 2017, el equipo participó en la Copa Libertadores, avanzando desde la fase de grupos al clasificar en el segundo lugar del Grupo 8. Sin embargo, en los octavos de final, en el enfrentamiento ante el Club Atlético River Plate, de Argentina, fueron eliminados de la competencia. En el torneo local, el equipo alcanzó el subcampeonato en el Torneo Apertura y el tercer puesto en el Torneo Clausura. Como resultado, el Club Guaraní acumuló la mayor cantidad de puntos en la temporada 2017, lo que les permitió clasificar a la fase 2 de la Copa Libertadores 2018.

#### Club Olimpia
Tras las destacadas actuaciones en las últimas tres temporadas, el 27 de diciembre de 2017, Daniel Garnero recibió una oferta del Club Olimpia para asumir el cargo de director técnico del club durante las próximas dos temporadas. En consecuencia, rescindió su contrato con el Club Guaraní, a pesar de que aún le quedaban seis meses de vínculo por cumplir. A partir de enero de 2018, Garnero comenzó su labor como entrenador en el Club Olimpia, donde ha tenido hasta la fecha su proyecto más exitoso. Durante su tiempo en el cargo, logró conquistar el Torneo Apertura 2018, Tornero Clausura 2018, Torneo Apertura 2019 (de forma invicta) y el Torneo Clausura 2019, convirtiéndose de esta manera en tetracampeón del fútbol paraguayo con el Club Olimpia. Sin embargo, en el ámbito internacional, el equipo franjeado no pudo lograr un desempeño destacado. La eliminación en la fase de grupos de la Copa Libertadores 2020 fue un golpe duro y provocó un masivo pedido de renuncia por parte de la afición. Finalmente, una semana después de una derrota por 2-1 en el torneo local, la comisión directiva del Club Olimpia decidió rescindir el contrato de Garnero, a pesar de que aún faltaba más de un año para que finalizara su vínculo contractual.

#### Club Libertad
En diciembre de 2020, fue confirmado como nuevo entrenador del Club Libertad. En su estadía en el gumarelo, Garnero alcanzó los 8 títulos de liga y se convirtió en el director técnico más ganador de la historia del fútbol paraguayo. En septiembre de 2023, se anunció su salida después de la victoria contra San Lorenzo en la Copa Paraguay. Su salida del club se debió en gran medida a que Garnero era uno de los principales candidatos para asumir la dirección técnica de la selección paraguaya.
El 20 de agosto de 2024, inició su segunda etapa en el Club Libertad.Sin embargo, el 4 de octubre fue relevado de sus funciones después de una serie de malos resultados.

#### Universidad Católica
El 12 de junio de 2025, asumió al frente de la Universidad Católica y firmó un contrato hasta diciembre de 2026.

## Selección nacional

### Como jugador
Tuvo una breve participación en la selección absoluta de Argentina, donde jugó en un único partido amistoso. Se desarrolló en Buenos Aires, Argentina, el 14 de febrero de 1995 bajo la dirección técnica de Daniel Passarella, en un enfrentamiento contra Bulgaria. En ese contexto, ingresó en el minuto 60, en calidad de sustituto de Marcelo Gallardo. El resultado final del encuentro arrojó un marcador de 4-1 a favor de la albiceleste, con dos tantos anotados por Marcelo Gallardo, dos por Sebastián Rambert para Argentina y uno acreditado a Nasko Sirakov por parte de Bulgaria.

### Como entrandor

#### Selección de fútbol de Paraguay
El 20 de septiembre de 2023, fue nombrado como entrenador de la selección de Paraguay, con un contrato que se extiende hasta el término de las Eliminatorias Sudamericanas 2026 en sustitución de Guillermo Barros Schelotto. Este nombramiento se produjo a pesar de que aún le restaba un año de contrato por cumplir con el Club Libertad.
En su primera intervención como seleccionador, Garnero mantuvo en gran medida la continuidad en las convocatorias de su predecesor, Barros Schelotto. La principal diferencia radicó en la exclusión de ocho jugadores que habían formado parte de la última convocatoria de Barros Schelotto.
Debutó con la selección albirroja el 12 de octubre de 2023 ante Argentina, en un partido correspondiente a la fecha 3. El encuentro tuvo lugar en el Estadio Monumental y concluyó en una derrota para su equipo por un marcador de 1-0. Para este partido, Garnero hizo debutar a cuatro futbolistas (Iván Ramírez, Matías Espinoza, Álvaro Campuzano y Adam Bareiro) e implementó una formación táctica con carrileros, que consistió en una disposición de 5-4-1, lo cual representó una estrategia inusual para la selección de Paraguay. Esta estrategia fue, en su mayor medida, consecuencia de las bajas de última hora ocasionadas por lesiones sufridas por los jugadores Alberto Espínola y Mathías Villasanti.
Garnero logró su primera victoria al mando de la selección paraguaya y la primera del equipo en el partido del 17 de octubre de 2023 por la fecha 4 contra Boliva. Su equipo prevaleció en condición de local con un marcador de 1-0, gracias al gol convertido por Antonio Sanabria a los 69 minutos, tras una asistencia desde la banda izquierda por Matías Espinoza, manteniendo el 62,4 % de posesión del balón. En esta ocasión, Garnero implementó una alineación de 4-2-3-1.

#### Copa América 2024
En la Copa América 2024, el seleccionado paraguayo, bajo la dirección técnica de Garnero, quedó eliminado en la fase de grupos. La selección de Paraguay tuvo una de sus peores campañas en la historia del torneo, igualando su desempeño en el Campeonato Sudamericano 1925. Paraguay perdió sus tres partidos en el Grupo D: 2-1 contra Colombia, 4-1 contra Brasil y 2-1 contra Costa Rica, terminando sin puntos y con un saldo de goles de -5. Esta actuación dejó al equipo eliminado en la segunda ronda y se considera una de las peores en casi un siglo. Daniel Garnero, ha sido señalado como responsable del rendimiento del equipo. Sus decisiones, como cambiar de arquero a última hora e insistir en ciertos jugadores, fueron criticadas. La incapacidad del equipo para reaccionar y mejorar durante los partidos ha llevado a cuestionar su continuidad al frente de la selección.El 8 de julio de 2024, la Asociación Paraguaya de Fútbol resolvió despedirlo de su cargo. Garnero tuvo la peor efectividad de puntos (26.6 %) desde la salida de Gerardo Martino, con 2 victorias, 2 empates y 6 derrotas en 10 partidos. Su rendimiento es considerado peor que el de sus predecesores, incluso el menos efectivo antes de él, Guillermo Barros Schelotto, quien tuvo una efectividad del 31.3 %.

#### Partidos dirigidos en la selección paraguaya
| #  | Fecha                   | Lugar            | Rival      | Resultado | Competición                      | Goleadores      |
| -- | ----------------------- | ---------------- | ---------- | --------- | -------------------------------- | --------------- |
| 1  | 12 de octubre de 2023   | Buenos Aires     | Argentina  | 0-1       | Eliminatorias Sudamericanas 2026 |                 |
| 2  | 17 de octubre de 2023   | Asunción         | Bolivia    | 1-0       | Eliminatorias Sudamericanas 2026 | A. Sanabria     |
| 3  | 16 de noviembre de 2023 | Santiago         | Chile      | 0-0       | Eliminatorias Sudamericanas 2026 |                 |
| 4  | 21 de noviembre de 2023 | Asunción         | Colombia   | 0-1       | Eliminatorias Sudamericanas 2026 |                 |
| 5  | 7 de junio de 2024      | Lima             | Perú       | 0-0       | Amistoso                         |                 |
| 6  | 11 de junio de 2024     | Santiago         | Chile      | 0-3       | Amistoso                         |                 |
| 7  | 16 de junio de 2024     | Ciudad de Panamá | Panamá     | 1-0       | Amistoso                         | V. G. Velázquez |
| 8  | 24 de junio de 2024     | Houston          | Colombia   | 1-2       | Copa América 2024                | J. Enciso       |
| 9  | 28 de junio de 2024     | Paradise         | Brasil     | 1-4       | Copa América 2024                | O. Alderete     |
| 10 | 2 de julio de 2024      | Austin           | Costa Rica | 1-2       | Copa América 2024                | R. Sosa         |

- Se menciona en primer término el marcador registrado por el conjunto paraguayo.

#### Estadísticas en la Selección Paraguaya como DT
Actualizado al 3 de julio de 2024 (10 Partidos)
| Antonio Sanabria        | Torino                 | 1 | 4  |
| Gustavo Velázquez Ramos | Newell's Old Boys      | 1 | 5  |
| Julio Enciso            | Brighton & Hove Albion | 1 | 6  |
| Omar Alderete           | Getafe                 | 1 | 8  |
| Ramón Sosa              | Talleres               | 1 | 10 |

| Ramón Sosa               | Talleres               | 10 | 1 |
| Mathias Villasanti       | Grêmio                 | 9  | 0 |
| Adam Bareiro             | San Lorenzo            | 9  | 0 |
| Omar Alderete            | Getafe                 | 8  | 1 |
| Carlos Miguel Coronel    | New York Red Bulls     | 7  | 0 |
| Fabián Balbuena          | Dinamo Moscú           | 7  | 0 |
| Miguel Almirón           | Newcastle United       | 7  | 0 |
| Julio Enciso             | Brighton & Hove Albion | 6  | 1 |
| Gustavo Gómez Portillo   | Palmeiras              | 6  | 0 |
| Matías Espinoza          | Libertad               | 6  | 0 |
| Andrés Cubas             | Vancouver Whitecaps    | 6  | 0 |
| Hernesto Caballero       | Libertad               | 6  | 0 |
| Alejandro Romero Gamarra | Al-Ain Football Club   | 6  | 0 |
| Gustavo Velázquez Ramos  | Newell's Old Boys      | 5  | 1 |
| Matías Nicolás Rojas     | Inter de Miami         | 5  | 0 |
| Alex Arce                | Liga de Quito          | 5  | 0 |
| Damián Bobadilla         | São Paulo              | 5  | 0 |
| Antonio Sanabria         | Torino                 | 4  | 1 |
| Gabriel Ávalos           | Argentinos Juniors     | 4  | 0 |
| Néstor Giménez           | Libertad               | 4  | 0 |
| Iván Ramírez Segovia     | Libertad               | 4  | 0 |
| Robert Rojas             | Tigre                  | 3  | 0 |
| Álvaro Campuzano         | Libertad               | 3  | 0 |
| Junior Alonso            | Krasnodar              | 3  | 0 |
| Rodrigo Morínigo         | Libertad               | 3  | 0 |
| Ángel Romero Villamayor  | Corinthians            | 3  | 0 |
| Héctor Daniel Villalba   | Libertad               | 2  | 0 |
| Juan José Cáceres        | Lanús                  | 2  | 0 |
| Diego Gómez Amarilla     | Inter de Miami         | 2  | 0 |
| Derlis González          | Olimpia                | 2  | 0 |
| Richard Sánchez          | América                | 1  | 0 |
| Braian Ojeda             | Real Salt Lake         | 1  | 0 |
| Alberto Espínola         | Colón                  | 1  | 0 |
| Matías Galarza           | Talleres               | 1  | 0 |
| Iván Leguizamón          | San Lorenzo            | 1  | 0 |
| Óscar Cardozo            | Libertad               | 1  | 0 |
| Fabrizio Peralta         | Cerro Porteño          | 1  | 0 |

## Estadísticas

### Como jugador

#### Clubes
| Club                         | Temporada           | Div.                | Liga | Liga  | Copas Internacionales | Copas Internacionales | Total | Total |
| Club                         | Temporada           | Div.                | PJ.  | Goles | PJ.                   | Goles                 | PJ.   | Goles |
| ---------------------------- | ------------------- | ------------------- | ---- | ----- | --------------------- | --------------------- | ----- | ----- |
| Independiente Argentina      | 1991-95             | 1.ª                 | 129  | 14    | 5                     | 0                     | 134   | 14    |
| Universidad Católica · Chile | 1996                | 1.ª                 | 15   | 1     | 1                     | 0                     | 16    | 1     |
| Independiente Argentina      | 1997-99             | 1.ª                 | 78   | 7     | 16                    | 1                     | 94    | 8     |
| Toros Neza · México          | 2000                | 1.ª                 | 12   | 3     | Inexequible           | Inexequible           | 12    | 3     |
| Independiente Argentina      | 2000-01             | 1.ª                 | 27   | 1     | Inexequible           | Inexequible           | 27    | 1     |
| Total en su carrera          | Total en su carrera | Total en su carrera | 261  | 26    | 22                    | 1                     | 283   | 27    |

#### Selección nacional
| Selección                        | Año                | Amistosos | Amistosos | Copa América | Copa América | Eliminatorias | Eliminatorias | Total | Total |
| Selección                        | Año                | PJ        | G         | PJ           | G            | PJ            | G             | PJ    | G     |
| -------------------------------- | ------------------ | --------- | --------- | ------------ | ------------ | ------------- | ------------- | ----- | ----- |
| Selección de fútbol de Argentina | 1995               | 1         | 0         | --           | --           | --            | --            | 1     | 0     |
| Selección de fútbol de Argentina | Total              | 1         | 0         | --           | --           | --            | --            | 1     | 0     |
| Total en Argentina               | Total en Argentina | 1         | 0         | --           | --           | --            | --            | 1     | 0     |

### Como asistente técnico
| Equipo                            | AT de:           | Periodo | Periodo |
| Equipo                            | AT de:           | Desde   | Hasta   |
| --------------------------------- | ---------------- | ------- | ------- |
| Arsenal Argentina                 | Jorge Burruchaga | 2001    | 2005    |
| Estudiantes de La Plata Argentina | Jorge Burruchaga | 2005    | 2006    |
| Independiente Argentina           | Jorge Burruchaga | 2006    | 2007    |

### Como entrenador

#### Clubes
| Equipo                            | Div.         | Temporada    | Liga | Liga | Liga | Liga | Liga |    | Copa | Copa | Copa | Copa |    | Internacional | Internacional | Internacional | Internacional | Internacional |   | Otros | Otros | Otros | Otros |     | Totales     | Totales | Totales | Totales | Totales | Totales | Totales | Totales |
| Equipo                            | Div.         | Temporada    | PD   | G    | E    | P    | Pos. | PD | G    | E    | P    | PD   | G  | E             | P             | Pos.          | PD            | G             | E | P     | PD    | G     | E     | P   | Rendimiento | GF      | GC      | Dif.    |         |         |         |         |
| --------------------------------- | ------------ | ------------ | ---- | ---- | ---- | ---- | ---- | -- | ---- | ---- | ---- | ---- | -- | ------------- | ------------- | ------------- | ------------- | ------------- | - | ----- | ----- | ----- | ----- | --- | ----------- | ------- | ------- | ------- | ------- | ------- | ------- | ------- |
| Arsenal Argentina                 | 1.ª          | 2008-09      | 30   | 11   | 7    | 12   | Inc. | -  | -    | -    | -    | 4    | 2  | 1             | 1             | 1/8           | 3             | 1             | 1 | 1     | 37    | 14    | 9     | 14  | 45.95%      | 48      | 52      | -4      |         |         |         |         |
| Arsenal Argentina                 | Total        | Total        | 30   | 11   | 7    | 12   | -    | -  | -    | -    | -    | 4    | 2  | 1             | 1             | -             | 3             | 1             | 1 | 1     | 37    | 14    | 9     | 14  | 45.95%      | 48      | 52      | -4      |         |         |         |         |
| Independiente Argentina           | 1.ª          | 2010-11      | 7    | 0    | 3    | 4    | Inc. | -  | -    | -    | -    | 2    | 1  | 1             | 0             | Inc.          | -             | -             | - | -     | 9     | 1     | 4     | 4   | 25.92%      | 7       | 13      | -6      |         |         |         |         |
| Independiente Argentina           | Total        | Total        | 7    | 0    | 3    | 4    | -    | -  | -    | -    | -    | 2    | 1  | 1             | 0             | -             | -             | -             | - | -     | 9     | 1     | 4     | 4   | 25.92%      | 7       | 13      | -6      |         |         |         |         |
| San Martín (SJ) Argentina         | 2.ª          | 2010-11      | 14   | 8    | 4    | 2    | 3.º  | -  | -    | -    | -    | -    | -  | -             | -             | -             | 2             | 1             | 1 | 0     | 16    | 9     | 5     | 2   | 66.67%      | 16      | 9       | +7      |         |         |         |         |
| San Martín (SJ) Argentina         | 1.ª          | 2011-12      | 31   | 8    | 11   | 12   | Inc. | 1  | 0    | 0    | 1    | -    | -  | -             | -             | -             | -             | -             | - | -     | 32    | 8     | 11    | 13  | 36.46%      | 29      | 33      | -4      |         |         |         |         |
| Banfield Argentina                | 2.ª          | 2012-13      | 26   | 11   | 6    | 9    | Inc. | 1  | 1    | 0    | 0    | -    | -  | -             | -             | -             | -             | -             | - | -     | 27    | 12    | 6     | 9   | 51.85%      | 32      | 29      | +3      |         |         |         |         |
| Banfield Argentina                | Total        | Total        | 26   | 11   | 6    | 9    | -    | 1  | 1    | 0    | 0    | -    | -  | -             | -             | -             | -             | -             | - | -     | 27    | 12    | 6     | 9   | 51.85%      | 32      | 29      | +3      |         |         |         |         |
| San Martín (SJ) Argentina         | 2.ª          | 2013-14      | 10   | 3    | 3    | 4    | Inc. | -  | -    | -    | -    | -    | -  | -             | -             | -             | -             | -             | - | -     | 10    | 3     | 3     | 4   | 40%         | 11      | 12      | -1      |         |         |         |         |
| San Martín (SJ) Argentina         | Total        | Total        | 55   | 19   | 18   | 18   | -    | 1  | 0    | 0    | 1    | -    | -  | -             | -             | -             | 2             | 1             | 1 | 0     | 58    | 20    | 19    | 19  | 45.4%       | 56      | 54      | +2      |         |         |         |         |
| Independiente Rivadavia Argentina | 2.ª          | 2014         | 9    | 3    | 0    | 6    | 9.º  | -  | -    | -    | -    | -    | -  | -             | -             | -             | -             | -             | - | -     | 9     | 3     | 0     | 6   | 33.33%      | 8       | 13      | -5      |         |         |         |         |
| Independiente Rivadavia Argentina | 2.ª          | 2015         | 11   | 6    | 2    | 3    | Inc. | -  | -    | -    | -    | -    | -  | -             | -             | -             | -             | -             | - | -     | 11    | 6     | 2     | 3   | 60.61%      | 15      | 13      | +2      |         |         |         |         |
| Independiente Rivadavia Argentina | Total        | Total        | 20   | 9    | 2    | 9    | -    | -  | -    | -    | -    | -    | -  | -             | -             | -             | -             | -             | - | -     | 20    | 9     | 2     | 9   | 48.33%      | 23      | 26      | -3      |         |         |         |         |
| Sol de América Paraguay           | 1.ª          | 2015-C       | 22   | 7    | 5    | 10   | 6.º  | -  | -    | -    | -    | -    | -  | -             | -             | -             | -             | -             | - | -     | 22    | 7     | 5     | 10  | 39.4%       | 35      | 35      | +0      |         |         |         |         |
| Sol de América Paraguay           | 1.ª          | 2016-A       | 22   | 9    | 8    | 5    | 3.º  | -  | -    | -    | -    | -    | -  | -             | -             | -             | -             | -             | - | -     | 22    | 9     | 8     | 5   | 53.03%      | 41      | 36      | +5      |         |         |         |         |
| Sol de América Paraguay           | Total        | Total        | 44   | 16   | 13   | 15   | -    | -  | -    | -    | -    | -    | -  | -             | -             | -             | -             | -             | - | -     | 44    | 16    | 13    | 15  | 36.41%      | 76      | 71      | +5      |         |         |         |         |
| Guaraní Paraguay                  | 1.ª          | 2016-C       | 16   | 12   | 2    | 2    | 1.º  | -  | -    | -    | -    | -    | -  | -             | -             | -             | -             | -             | - | -     | 16    | 12    | 2     | 2   | 79.17%      | 27      | 13      | +14     |         |         |         |         |
| Guaraní Paraguay                  | 1.ª          | 2017-A       | 22   | 15   | 3    | 4    | 2.º  | -  | -    | -    | -    | 8    | 3  | 3             | 2             | 1/8           | -             | -             | - | -     | 30    | 18    | 6     | 6   | 66.67%      | 58      | 41      | +17     |         |         |         |         |
| Guaraní Paraguay                  | 1.ª          | 2017-C       | 22   | 12   | 1    | 9    | 3.º  | -  | -    | -    | -    | -    | -  | -             | -             | -             | -             | -             | - | -     | 22    | 12    | 1     | 9   | 56.07%      | 36      | 28      | +8      |         |         |         |         |
| Guaraní Paraguay                  | Total        | Total        | 60   | 39   | 6    | 15   | -    | -  | -    | -    | -    | 8    | 3  | 3             | 2             | -             | -             | -             | - | -     | 68    | 42    | 9     | 17  | 66.17%      | 121     | 82      | +39     |         |         |         |         |
| Olimpia Paraguay                  | 1.ª          | 2018-A       | 22   | 16   | 5    | 1    | 1.º  | -  | -    | -    | -    | 5    | 2  | 2             | 1             | 2.ªF          | -             | -             | - | -     | 27    | 18    | 7     | 2   | 75.31%      | 56      | 25      | +31     |         |         |         |         |
| Olimpia Paraguay                  | 1.ª          | 2018-C       | 22   | 15   | 4    | 3    | 1.º  | 6  | 4    | 2    | 0    | -    | -  | -             | -             | -             | -             | -             | - | -     | 28    | 19    | 6     | 3   | 75%         | 59      | 25      | +34     |         |         |         |         |
| Olimpia Paraguay                  | 1.ª          | 2019-A       | 22   | 16   | 6    | 0    | 1.º  | -  | -    | -    | -    | 8    | 2  | 4             | 2             | 1/8           | -             | -             | - | -     | 30    | 18    | 10    | 2   | 71.11%      | 72      | 27      | +45     |         |         |         |         |
| Olimpia Paraguay                  | 1.ª          | 2019-C       | 22   | 17   | 3    | 2    | 1.º  | 3  | 2    | 1    | 0    | -    | -  | -             | -             | -             | -             | -             | - | -     | 25    | 19    | 4     | 2   | 81.33%      | 60      | 15      | +45     |         |         |         |         |
| Olimpia Paraguay                  | 1.ª          | 2020-A       | 21   | 13   | 5    | 3    | 2.º  | -  | -    | -    | -    | 6    | 1  | 2             | 3             | FG            | -             | -             | - | -     | 27    | 14    | 7     | 6   | 60.49%      | 59      | 27      | +32     |         |         |         |         |
| Olimpia Paraguay                  | 1.ª          | 2020-C       | 2    | 0    | 1    | 1    | Inc. | -  | -    | -    | -    | -    | -  | -             | -             | -             | -             | -             | - | -     | 2     | 0     | 1     | 1   | 16.67%      | 2       | 3       | -1      |         |         |         |         |
| Olimpia Paraguay                  | Total        | Total        | 111  | 77   | 24   | 10   | -    | 9  | 6    | 3    | 0    | 19   | 5  | 8             | 6             | -             | -             | -             | - | -     | 139   | 88    | 35    | 16  | 71.7%       | 308     | 122     | +186    |         |         |         |         |
| Libertad Paraguay                 | 1.ª          | 2021-A       | 18   | 12   | 2    | 4    | 1.º  | -  | -    | -    | -    | 4    | 2  | 1             | 1             | 3.ªF          | -             | -             | - | -     | 34    | 20    | 4     | 10  | 62.74%      | 41      | 21      | +21     |         |         |         |         |
| Libertad Paraguay                 | 1.ª          | 2021-C       | 18   | 7    | 6    | 5    | 4.º  | 6  | 5    | 1    | 0    | 12   | 6  | 1             | 5             | 1/2           | -             | -             | - | -     | 24    | 12    | 7     | 5   | 59.72%      | 65      | 37      | +28     |         |         |         |         |
| Libertad Paraguay                 | 1.ª          | 2022-A       | 22   | 18   | 3    | 1    | 1.º  | -  | -    | -    | -    | 8    | 3  | 2             | 3             | 1/8           | -             | -             | - | -     | 30    | 21    | 5     | 4   | 75.56%      | 59      | 23      | +36     |         |         |         |         |
| Libertad Paraguay                 | 1.ª          | 2022-C       | 22   | 10   | 4    | 8    | 4.º  | 2  | 1    | 1    | 0    | -    | -  | -             | -             | -             | -             | -             | - | -     | 24    | 11    | 5     | 8   | 52.77%      | 37      | 28      | +9      |         |         |         |         |
| Libertad Paraguay                 | 1.ª          | 2023-A       | 22   | 16   | 3    | 3    | 1.º  | -  | -    | -    | -    | 6    | 2  | 1             | 3             | FG            | -             | -             | - | -     | 28    | 18    | 4     | 6   | 69.05%      | 45      | 22      | +23     |         |         |         |         |
| Libertad Paraguay                 | 1.ª          | 2023-C       | 10   | 7    | 2    | 1    | Inc. | 2  | 2    | 0    | 0    | 4    | 2  | 1             | 1             | 1/8           | -             | -             | - | -     | 16    | 11    | 3     | 2   | 75%         | 28      | 9       | +19     |         |         |         |         |
| Libertad Paraguay                 | 1.ª          | 2024-C       | 12   | 4    | 1    | 7    | Inc. | 3  | 2    | 1    | 0    | 3    | 0  | 2             | 1             | 1/4           | -             | -             | - | -     | 18    | 6     | 4     | 8   | 40.74%      | 14      | 17      | -3      |         |         |         |         |
| Libertad Paraguay                 | Total        | Total        | 124  | 74   | 21   | 29   | -    | 13 | 10   | 3    | 0    | 37   | 15 | 8             | 14            | -             | -             | -             | - | -     | 174   | 99    | 32    | 43  | 63.03%      | 289     | 157     | +132    |         |         |         |         |
| Universidad Católica · Chile      | 1.ª          | 2025         | 6    | 2    | 3    | 1    | -    | -  | -    | -    | -    | -    | -  | -             | -             | -             | -             | -             | - | -     | 6     | 2     | 3     | 1   | 50%         | 10      | 8       | +2      |         |         |         |         |
| Universidad Católica · Chile      | Total        | Total        | 6    | 2    | 3    | 1    | -    | -  | -    | -    | -    | -    | -  | -             | -             | -             | -             | -             | - | -     | 6     | 2     | 3     | 1   | 50%         | 10      | 8       | +2      |         |         |         |         |
| Total clubes                      | Total clubes | Total clubes | 483  | 258  | 103  | 122  | -    | 24 | 17   | 6    | 1    | 70   | 26 | 21            | 23            | -             | 5             | 2             | 2 | 1     | 582   | 303   | 132   | 147 | 59.62%      | 970     | 614     | +356    |         |         |         |         |
| 1. 2. 3.                          |              |              |      |      |      |      |      |    |      |      |      |      |    |               |               |               |               |               |   |       |       |       |       |     |             |         |         |         |         |         |         |         |

#### Selección
| Paraguay            | 2023                | -   | -   | -   | -   | -  | 4  | 1  | 1 | 2 | -  | -  | -  | -  | - | - | - | - | - | 4   | 1   | 1   | 2   | 33.33% | 1   | 2   | -1   |
| Paraguay            | 2024                | 3   | 0   | 0   | 3   | FG | -  | -  | - | - | -  | -  | -  | -  | - | 3 | 1 | 1 | 1 | 6   | 1   | 1   | 4   | 22.23% | 4   | 11  | -7   |
| Total Selección     | Total Selección     | 3   | 0   | 0   | 3   | -  | 4  | 1  | 1 | 2 | -  | -  | -  | -  | - | 3 | 1 | 1 | 1 | 10  | 2   | 2   | 6   | 26.67% | 5   | 13  | -8   |
| Total en su carrera | Total en su carrera | 486 | 258 | 103 | 125 | -  | 28 | 18 | 7 | 3 | 70 | 26 | 21 | 23 | - | 8 | 3 | 3 | 2 | 592 | 305 | 134 | 153 | 59.07% | 975 | 627 | +348 |

#### Resumen por competiciones
| Competición                   | Partidos | Ganados | Empatados | Perdidos | %      | Resultado                |
| Clubes                        | Clubes   | Clubes  | Clubes    | Clubes   | Clubes | Clubes                   |
| ----------------------------- | -------- | ------- | --------- | -------- | ------ | ------------------------ |
| Primera B Nacional            | 72       | 32      | 16        | 24       | 50.47% | 3.er lugar               |
| Primera División de Argentina | 68       | 19      | 21        | 28       | 38.23% | 6.º lugar                |
| Copa Argentina                | 2        | 1       | 0         | 1        | 50%    | Treintaidosavos de final |
| Primera División de Paraguay  | 339      | 206     | 64        | 69       | 67.06% | Campeón                  |
| Copa Paraguay                 | 22       | 16      | 6         | 0        | 81.82% | Semifinales              |
| Primera División de Chile     | 6        | 2       | 3         | 1        | 50%    | En disputa               |
| Copa Chile                    | 0        | 0       | 0         | 0        | 0%     | En disputa               |
| Copa Libertadores             | 44       | 15      | 14        | 15       | 44.7%  | Octavos de final         |
| Copa Sudamericana             | 26       | 11      | 7         | 8        | 51.28% | Semifinales              |
| Copa Suruga Bank              | 1        | 1       | 0         | 0        | 100%   | Campeón                  |
| Recopa Sudamericana           | 2        | 0       | 1         | 1        | 16.67% | Subcampeón               |
| Total clubes                  | 582      | 303     | 132       | 147      | 59.62% | 9 Títulos                |
| Selección                     |          |         |           |          |        |                          |
| Eliminatorias                 | 4        | 1       | 1         | 2        | 33.33% | Inconclusa               |
| Copa América                  | 3        | 0       | 0         | 3        | 0%     | Fase de grupos           |
| Amistosos                     | 3        | 1       | 1         | 1        | 44.44% | +1 PG                    |
| Total selección               | 10       | 2       | 2         | 6        | 26.67% | Sin Títulos              |
| Total en su carrera           | 592      | 305     | 134       | 153      | 59.07% | 9 Títulos                |

## Palmarés

### Como jugador

#### Títulos nacionales
| Título           | Club                | País      | Año    |
| ---------------- | ------------------- | --------- | ------ |
| Primera División | C. A. Independiente | Argentina | C-1994 |

#### Títulos internacionales
| Título                 | Club                | Sede           | Año  |
| ---------------------- | ------------------- | -------------- | ---- |
| Supercopa Sudamericana | C. A. Independiente | Avellaneda     | 1994 |
| Recopa Sudamericana    | C. A. Independiente | Tokio          | 1995 |
| Supercopa Sudamericana | C. A. Independiente | Río de Janeiro | 1995 |

### Como entrenador

#### Títulos nacionales
| Título           | Club     | País     | Año    |
| ---------------- | -------- | -------- | ------ |
| Primera División | Guaraní  | Paraguay | 2016-C |
| Primera División | Olimpia  | Paraguay | 2018-A |
| Primera División | Olimpia  | Paraguay | 2018-C |
| Primera División | Olimpia  | Paraguay | 2019-A |
| Primera División | Olimpia  | Paraguay | 2019-C |
| Primera División | Libertad | Paraguay | 2021-A |
| Primera División | Libertad | Paraguay | 2022-A |
| Primera División | Libertad | Paraguay | 2023-A |

#### Títulos internacionales
| Título           | Club               | Sede  | Año  |
| ---------------- | ------------------ | ----- | ---- |
| Copa Suruga Bank | Arsenal de Sarandí | Osaka | 2008 |

#### Otros logros
| Logro                         | Club                   | País      | Año  |
| ----------------------------- | ---------------------- | --------- | ---- |
| Ascenso a la Primera División | San Martín de San Juan | Argentina | 2011 |

### Distinciones individuales
| Distinción | Año              |
| --- | ---------------- |
| Entrenador del Año de la Primera División de Paraguay                                                                | 2018, 2019, 2023 |
| Nominado a Entrenador del año en Sudamérica                                                                          | 2018, 2019       |
| Primer entrenador en la historia de la Primera División de Paraguay en ganar campeonatos con tres equipos diferentes | 2021             |
| Segundo entrenador con más títulos en la historia de la Primera División de Paraguay                                 | 2022             |
| Entrenador con más títulos en la historia de la Primera División de Paraguay                                         | 2023             |